# Contrat Natura 2000
En France, un contrat Natura 2000 est un contrat passé entre l'État et le propriétaire d'une parcelle incluse dans un site Natura 2000, et concernée par une ou plusieurs mesures de gestion proposées par le document d'objectifs ou DOCOB.
Il vise à conserver ou restaurer l'habitat et les espèces d'intérêt communautaire qui ont amené à la création du site Natura 2000.

## Législation
La France, pour la gestion des sites Natura 2000, a privilégié la contractualisation. C'est dans ce cadre qu'a été créée le contrat Natura 2000.
Les propriétaires des terrains inclus dans le site peuvent conclure des contrats, comportant un ensemble d’engagements, conformes aux orientations définies par le DOCOB, « sur la conservation et, le cas échéant, le rétablissement des habitats naturels et des espèces qui ont justifié la création du site Natura 2000 ».
Le contrat définit la nature et les modalités des aides de l’État et les prestations à fournir en contrepartie par le bénéficiaire.
Il existe deux types de contrat Natura 2000, pour les terres agricoles et pour les terres non agricoles.
Pour les terres agricoles ce sont les MAETER, Mesures Agroenvironnementales Territorialisées.
Pour les autres propriétaires le Contrat Natura 2000 est passé directement avec l'état, et financé par le ministère chargé de l'environnement (FGMN). Un exemple parmi d'autres est pour le Natura 2000 vallée de l'Antenne le contrat d'entretien du site des Chaudrolles, pelouse calcicole à orchidées remarquables.